# NGC 493
NGC 493 è una galassia situata nella costellazione della Balena a una distanza di circa 90 milioni di anni luce dalla Terra.
Fu scoperta il 20 dicembre 1786 da William Herschel. Successivamente fu osservata anche da suo figlio, John Herschel.
Due supernove sono state osservate in NGC 493: SN 1971S (mag. 15.5) e SN 2016hgm (di tipo II, mag. 17.9).